# Neophengus huantaensis
Neophengus huantaensis är en skalbaggsart som beskrevs av Wittmer 1976. Neophengus huantaensis ingår i släktet Neophengus och familjen Phengodidae. Inga underarter finns listade i Catalogue of Life.